# Sophus Theodor Krarup Smith
Sophus Theodor Krarup Smith (* 8. Februar 1834 in Krogsdal, Nørre Felding Sogn; † 28. Mai 1882 in Qeqertarsuaq) war ein dänischer Geologe, Lehrer und Inspektor in Grönland.

## Leben

### Frühes Leben
Sophus Theodor Krarup Smith wurde auf dem Gut Krogsdal südlich von Holstebro geboren. Seine Eltern waren der Juristen und Kanzleirat Troels Smith (1794–?) und seine Frau Sophie Dorothea Krarup (1800–1834). Seine Mutter starb am Tag nach der Geburt. Er besuchte die Schule in Viborg und schloss diese 1850 ab. Daraufhin begann er ein naturwissenschaftliches Studium, das er 1857 mit dem polytechnischen Examen beendete. Nach dem Studium wurde er als Hauslehrer bei Jägermeister Carl Eduard van Deurs auf Schloss Frydendal (heute Torbenfeldt) im Frydendal Sogn angestellt. Danach wurde er Assistent des staatlichen Wasserbaudirektors und erhielt anschließend eine Anstellung im Innenministerium.
Schließlich erhielt er eine Stelle im Mineralogischen Museum der Universität Kopenhagen. Dort wurde sein Interesse für Grönland geweckt, als Johann Georg Forchhammer ihm mit der Bearbeitung der Sammlung Carl Ludwig Gieseckes beauftragte, der sich Anfang des 19. Jahrhunderts als Geologe in Grönland aufgehalten hatte. Sein Interesse wurde durch den Austausch mit dem damaligen Innenminister Orla Lehmann, selbst mit großem Interesse an Grönland, verstärkt.

### Expeditionen nach Grönland
Das Innenministerium sandte ihn 1861 nach Grönland, wo er den Zustand der grönländischen Bevölkerung in Südgrönland untersuchen sollte. Durch den Chemiker Julius Thomsen wurde er außerdem mit dem in Grönland entdeckten Kryolith bekannt gemacht, das seit den 1850er Jahren in Ivittuut abgebaut wurde. 1863 reiste er deswegen erneut nach Grönland, um genauere geologische Forschungen anzustellen, wobei sich herausstellte, dass die Vorkommen weniger umfassend waren als erhofft. Nach einer harten Überfahrt kam er an Heiligabend 1863 in Hamburg an, von wo aus er nach Kopenhagen heimkehrte. Kurz darauf wurde er während des Deutsch-Dänischen Kriegs als Telegrafist im Kriegsministerium angestellt. Er bewarb sich auch an der Reserveoffiziersschule, aber der Krieg endete, bevor er dort anfangen konnte. Anschließend arbeitete er wieder als Lehrer, diesmal an der Landwirtschaftsschule Skårupgård im Todbjerg Sogn bei Lystrup.

### Zeit als Inspektor
1866 wurde ihm die Stelle als Inspektor von Nordgrönland angeboten, nachdem Christian Søren Marcus Olrik zum Handelsdirektor ernannt worden war. Am 16. Januar 1867 erhielt er das Amt kommissarisch, das er von Carl August Ferdinand Bolbroe übernahm. Kurz vor seiner Abreise heiratete er am 10. April 1867 Johanne Margrethe Lundsteen (1841–1916), Tochter des Pastors und Politikers Petrus Lundsteen und seiner Frau Christiane Marie Elisabeth Hansen. Ihre jüngere Schwester Hansigne (1843–?) heiratete 1876 den Kolonialverwalter Edgar Christian Fencker, der ebenfalls später Inspektor wurde. Von 1870 bis 1871 hielt er sich ein Jahr in Dänemark auf und wurde dabei von Bolbroe vertreten. Sophus Theodor Krarup Smith galt als äußerst fleißiger Mann mit großem wissenschaftlichen Interesse für Grönland. Er beriet zahlreiche Forscher wie Edward Whymper, George Nares, Allen Young und Isaac Israel Hayes zur Natur Grönlands und erhielt für seine Unterstützung von Adolf Erik Nordenskiöld bei dessen Grönlandexpedition 1870 den Wasaorden. 1871 ließ er selbst eine Expedition ausrüsten, die das grönländische Inlandeis erforschen sollte. Seine Frau war ihm hierbei immer eine große Hilfe. Aus seiner Ehe gingen drei Kinder hervor: Marie Elisabeth Krarup-Smith (1868–?), Frederik Carl Christian Krarup-Smith (1872–1876) und Johanne Margrethe Krarup-Smith (1879–?). Am 11. März 1872 wurde er festangestellt. Seine Interessen deckten sich nicht immer mit den Interessen der Handelsdirektion, was bisweilen zu Konflikten führte. 1875/76 hielt er sich ein weiteres Mal in Dänemark auf, wobei ihn erneut Bolbroe vertrat. Er hatte von Geburt an eine schwache Gesundheit, worunter er besonders im harten grönländischen Klima zu leiden hatte. 1882 starb er im Amt im Alter von 48 Jahren. Als seine Nachfolger wurde kommissarisch Hjalmar Christian Reinholdt Knuthsen eingesetzt, bevor Niels Alfred Andersen das Amt im Folgejahr übernahm.